# Il bazar delle follie
Il bazar delle follie (The Big Store) è un film del 1941 diretto da Charles Reisner, interpretato dai Fratelli Marx, Margaret Dumont e Virginia Grey.

## Trama
Il detective Wolf deve proteggere la vita della cantante Martha  che ha ereditato un famoso bazar dove può esibirsi, ma è minacciata di ritorsioni dal manager. Purtroppo Wold si rivela un pessimo detective, dando via a situazioni paradossali.

## Produzione
Il film fu prodotto dalla Loew's, presentato dalla Metro-Goldwyn-Mayer (MGM) (controlled by Loew's Incorporated).

## Distribuzione
Distribuito dalla Metro-Goldwyn-Mayer, uscì nelle sale cinematografiche USA il 20 giugno 1941. In Italia uscì nel 1950.